# 高等裁判所長官
高等裁判所長官（こうとうさいばんしょちょうかん）は、裁判官の官職。高等裁判所の長。

## 高等裁判所長官とは
高等裁判所の長たる裁判官は高等裁判所長官とされる。最高裁判所の指名に基づき内閣により任命される。任命に当たっては天皇の認証が必要とされる認証官である。任命資格は判事と同じである。
なお、知的財産高等裁判所は東京高等裁判所の「特別の支部」で、その長は「知的財産高等裁判所長」であり判事から補する。
高等裁判所長官は、各高等裁判所の司法行政事務を総括し、裁判官会議の議長となる。各高等裁判所に高等裁判所長官秘書官各一人が置かれ、高等裁判所長官の命を受けて、機密に関する事務をつかさどる。
また、その勤務する裁判所及びその管轄区域内の下級裁判所の裁判官について弾劾による罷免の事由があると思料するときは、最高裁判所に対し、その旨を報告しなければならない。
報酬等の待遇は、裁判官の中では最高裁判所長官･判事に次ぎ、東京高等裁判所長官については政府における副大臣等に相当する。
その他の高等裁判所長官については東京高等検察庁検事長と同等であり、政府における副大臣等よりも低く、大臣政務官等よりも高い待遇である。つまり、東京高等裁判所長官は、他の高等裁判所長官より名実共に格上とされている。
東京高等裁判所以外の長官は、法律上定められた報酬などの待遇面では同格である。高裁長官人事の序列として東京高等裁判所長官、大阪高等裁判所長官、名古屋高等裁判所長官、福岡高等裁判所長官、広島高等裁判所長官。仙台高等裁判所長官、札幌高等裁判所長官、高松高等裁判所長官と考えられている。
東京高等裁判所長官及び大阪高等裁判所長官は最高裁判所裁判官への出世コースの通過ポストであり、定年退官した者など一部を除けば、そのほとんどが後に最高裁判所裁判官に就いている。
名古屋高等裁判所長官、福岡高等裁判所長官、広島高等裁判所長官、仙台高等裁判所長官から最高裁判所裁判官に就いた例はあるが少ない。
札幌高等裁判所長官及び高松高等裁判所長官は、それを最後に定年退官となる例が多く、このポストから直接最高裁判所裁判官になった例はない。

## 現在の高等裁判所長官
| 裁判所           | 氏名       | ふりがな          | 任官年 | 生年月日      | 就任日        | 学歴                 | 前職                     |
| ---------------- | ---------- | ----------------- | ------ | ------------- | ------------- | -------------------- | ------------------------ |
| 東京高等裁判所   | 堀田眞哉   | ほった まさや     | 1989年 | 1962年7月22日 | 2024年9月11日 | 京都大学法学部卒     | 最高裁判所事務総長       |
| 大阪高等裁判所   | 菅野雅之   | かんの まさゆき   | 1985年 | 1961年3月7日  | 2024年8月16日 | 東京大学法学部卒     | 仙台高等裁判所長官       |
| 名古屋高等裁判所 | 渡部勇次   | わたなべ ゆうじ   | 1988年 | 1961年3月25日 | 2025年1月8日  | 京都大学法学部卒     | 東京地方裁判所所長       |
| 福岡高等裁判所   | 矢尾和子   | やお かずこ       | 1987年 | 1960年12月7日 | 2024年9月12日 | 慶應義塾大学法学部卒 | 司法研修所長             |
| 広島高等裁判所   | 小林宏司   | こばやし こうじ   | 1989年 | 1963年3月1日  | 2025年3月27日 | 東京大学法学部卒     | 最高裁判所首席調査官     |
| 仙台高等裁判所   | 小野瀬厚   | おのせ あつし     | 1986年 | 1960年9月8日  | 2024年8月16日 | 東京大学法学部卒     | 千葉地方裁判所所長       |
| 札幌高等裁判所   | 舘内比佐志 | たてうち ひさし   | 1988年 | 1960年11月4日 | 2025年1月29日 | 東京大学法学部卒     | 東京高等裁判所部総括判事 |
| 高松高等裁判所   | 遠藤邦彦   | えんどう くにひこ | 1989年 | 1961年3月18日 | 2025年2月27日 | 京都大学法学部卒     | 大阪地方裁判所所長       |

## その他
- 石坂修一は仙台高裁長官、広島高裁長官、名古屋高裁長官、大阪高裁長官と歴代最多である4つの高裁長官の経歴を持つ。